# Pierre Armand Vaux
Pierre Armand Vaux est un homme politique français né le 22 février 1848 à Longepierre (Saône-et-Loire) et décédé le 21 août 1940 à Labergement-les-Seurre (Côte-d'Or).
Fils de Pierre Vaux, instituteur disciple de Félicité de Lammenais et injustement condamné au bagne où il mourut, il s'installe comme cultivateur et cafetier. Il est député de la Côte d'Or de 1893 à 1902, et contribue au vote d'une loi favorisant les révisions de procès et les réparations d'erreurs judiciaires, après avoir fait réhabiliter son père.

## Sources
- « Pierre Armand Vaux », dans le Dictionnaire des parlementaires français (1889-1940), sous la direction de Jean Jolly, PUF, 1960 [détail de l’édition]